# Equació de d'Alembert
En matemàtiques, l'equació de d'Alembert és una equació diferencial ordinària no lineal de primer ordre. Rep el nom del matemàtic francès Jean le Rond d'Alembert.
[No s'ha de confondre amb la Fórmula de d'Alembert, del mateix autor, que és una equació en derivades parcials hiperbòlica.]
L'equació s'escriu:
{\displaystyle y=xf(p)+g(p)}
on {\displaystyle p=dy/dx}.
Després de diferenciar una vegada, i reordenar-ho
{\displaystyle {\frac {dx}{dp}}+{\frac {xf'(p)+g'(p)}{f(p)-p}}=0}
L'equació anterior és lineal. Quan {\displaystyle f(p)=p}, l'equació de d'Alembert's es redueix a l'equació de Clairaut.